# Pojarané
Pojarané (en macédonien Пожаране) est un village du nord-ouest de la Macédoine du Nord, situé dans la municipalité de Vraptchichté. Le village comptait 26 habitants en 2002.

## Démographie
Lors du recensement de 2002, le village comptait :
- Macédoniens : 22
- Albanais : 4